# Hikikomori

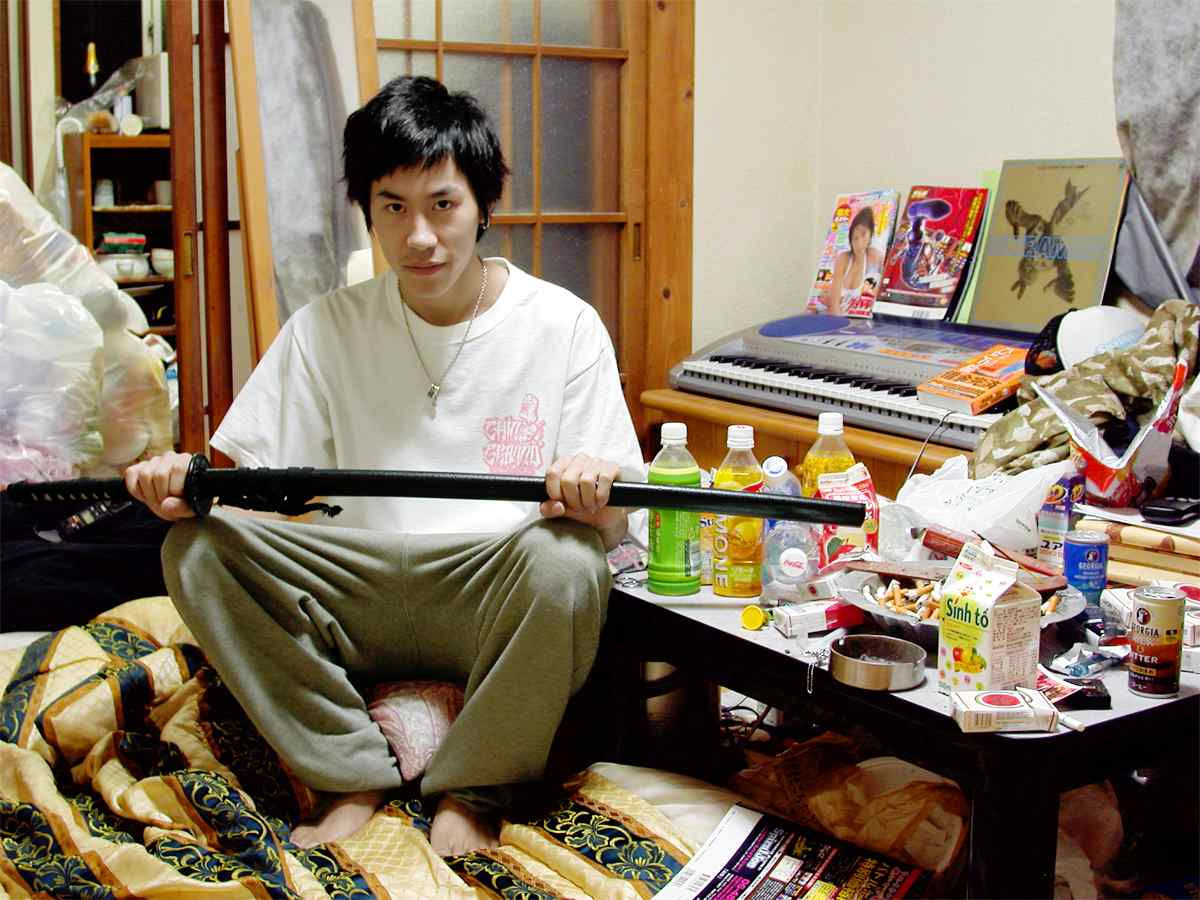
Un giovane giapponese hikikomori

Un hikikomori (in italiano IPA: /hikikoˈmɔri/; in giapponese 引き籠もり? o 引きこもり, lett. "stare in disparte" o "staccarsi"; dalle parole hiku, "tirare", e komoru, "ritirarsi" o "chiudersi") è una persona che ha scelto di limitare o ridurre la propria vita sociale, spesso ricorrendo a livelli estremi di isolamento e confinamento. Il termine hikikomori può riferirsi sia al fenomeno sociale, sia agli appartenenti a tale gruppo sociale.
Tale scelta può essere indotta da fattori personali e sociali di varia natura, tra cui la grande pressione verso l'autorealizzazione e il successo personale a cui l'individuo è sottoposto fin dall'adolescenza nella società giapponese. 
Il fenomeno, presente in Giappone già dalla seconda metà degli anni 1980, dagli inizi del XXI secolo ha incominciato a diffondersi anche negli Stati Uniti e in Europa.

## Definizione del termine e fenomenologia
Il governo giapponese, vista la rilevanza sociale del problema, ha individuato alcuni criteri per identificare con esattezza lo stato di hikikomori:
- hikikomori non è una sindrome;
- ritiro completo dalla società per più di sei mesi;
- presenza di rifiuto scolastico e/o lavorativo;
- al momento di insorgenza di hikikomori non vengono diagnosticate schizofrenia, ritardo mentale o altre patologie psichiatriche rilevanti;
- tra i soggetti con ritiro o perdita di interesse per la scuola o il lavoro sono esclusi coloro che continuano a mantenere relazioni sociali.

Il fenomeno dello hikikomori può essere considerato come una volontaria esclusione sociale, una ribellione della gioventù giapponese alla cultura tradizionale e all'intero apparato sociale da parte di adolescenti che vivono reclusi nella loro casa o nella loro stanza senza alcun contatto con l'esterno, né con i familiari o amici.
Il governo del Giappone utilizza il termine hikikomori per coloro che si rifiutano di lasciare le proprie abitazioni e lì si isolano per un periodo superiore ai sei mesi, e ha stilato una lista di criteri diagnostici utili a inquadrare i soggetti che possano rientrare in questa definizione. Il termine fu coniato dallo psichiatra Tamaki Saitō, quando cominciò a rendersi conto della similarità sintomatologica di un numero sempre crescente di adolescenti che mostravano letargia, incomunicabilità e isolamento totale. Oltre all'isolamento sociale gli hikikomori soffrono tipicamente di depressione e di comportamenti ossessivo-compulsivi, in particolare automisofobia (paura di essere sporchi) e manie di persecuzione.
Lo stile di vita degli hikikomori è spesso caratterizzato da un ritmo circadiano sonno-veglia invertito, con le ore notturne solitamente dedicate a componenti tipiche della cultura popolare giapponese, come la passione per il mondo manga e, soprattutto, la sostituzione dei rapporti sociali diretti con quelli mediati via Internet. Quest'ultimo aspetto si configura spesso come una contraddizione in termini: la persona rifiuta i rapporti personali fisici, mentre con la mediazione della rete può passare gran parte del suo tempo intrattenendo relazioni sociali di vario tipo, dalle chat fino ai videogiochi online. Tuttavia, soltanto il 10% degli hikikomori naviga su Internet, mentre il resto impiega il tempo leggendo, girovagando nella propria stanza o semplicemente oziando, nell'impossibilità di cercare lavoro o frequentare la scuola. In ogni caso, la mancanza di contatto sociale e la prolungata solitudine hanno effetti profondi sullo hikikomori, che gradualmente perde le competenze sociali, i riferimenti comportamentali e le abilità comunicative necessarie per interagire con il mondo esterno.
Solitamente lo hikikomori lascia di rado la sua stanza, nemmeno per lavarsi, chiedendo che il cibo gli sia lasciato dinanzi alla porta e consumando i pasti all'interno della propria camera. Alcuni reclusi meno soggetti all'agorafobia sono tuttavia in grado di uscire di casa una volta al giorno o una volta alla settimana per recarsi in un konbini, un convenience store aperto 24 ore al giorno, dove possono trovare colazioni da asporto, pasti precotti o bentō preconfezionati. Il ritiro dalla società avviene gradualmente: i ragazzi, in alcuni casi, non riescono a immaginare sé stessi adulti o hanno l'impressione di non stare crescendo, possono apparire infelici, perdere le amicizie, la sicurezza e la fiducia in sé stessi, con un aumento dell'aggressività spesso verso i genitori (circa il 40-50% degli hikikomori tratta i propri genitori con violenza). Sovente, non è possibile attribuire l'insorgenza di hikikomori a un trauma specifico: semplicemente, alcuni giovani giapponesi perdono l'energia che ci si aspetta abbiano i ragazzi appartenenti alla loro fascia d'età. La percentuale di suicidi tra gli hikikomori rimane comunque bassa, in quanto, nonostante il desiderio di porre fine alla loro esistenza sia alto, subentra nei soggetti una forma di autocompiacimento e narcisismo che salva loro la vita. Flavio Rizzo, professore dell'Università imperiale di Tokyo, ha sottolineato il ruolo delle implicazioni culturali e le traiettorie storiche giapponesi spostando l'attenzione dall'analisi clinica, definendo gli hikikomori "eremiti postmoderni".
Mentre il livello del fenomeno varia su una base individuale, nei casi estremi alcune persone rimangono isolate per anni o anche decenni. Spesso gli hikikomori incominciano rifiutandosi di andare a scuola: questi ultimi in giapponese sono definiti futōkō (不登校? "assenteisti"); un termine più antico è tōkōkyohi (登校拒否?). Questo fenomeno è possibile soprattutto a causa del fatto che raramente le scuole giapponesi cercano di convincere i ragazzi a tornare a seguire le lezioni.

## Diffusione del fenomeno

### In Giappone

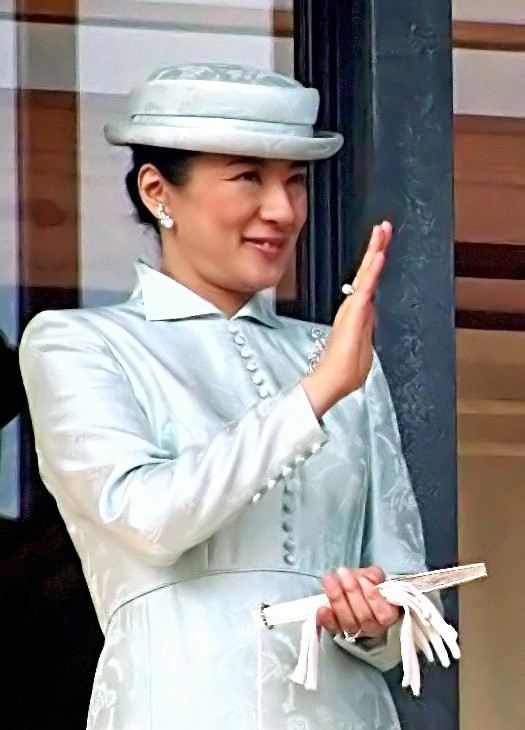
Per anni la salute dell'imperatrice Masako è stata fonte di congetture, e il suo modo di agire spesso accostato a quello degli hikikomori. Secondo le fonti ufficiali, Masako avrebbe invece sofferto di depressione.

La diffusione del fenomeno in Giappone ha avuto luogo dalla metà degli anni ottanta, con un incremento sostanziale verso la fine degli anni novanta. Secondo alcune fonti, nella seconda metà degli anni duemila i giapponesi coinvolti erano un milione, circa l'1% della popolazione. Stime più caute, invece, parlavano di un numero di individui compreso fra 100 000 e 320 000. Nel 2008 l'Università di Okinawa parlava di 410 000 soggetti con questo stile di vita, ma secondo i dati riferiti da Saitō gli hikikomori sarebbero invece due milioni.
L'attendibilità dei dati sull'incidenza del fenomeno è pregiudicata da diversi fattori, come la reticenza delle famiglie a denunciare i casi o, al contrario, da una scarsa conoscenza dello stesso. Secondo i dati del governo riferiti a luglio 2010, il numero degli hikikomori si aggirerebbe sulle 700 000 unità, con una età media di 31 anni; un'ulteriore stima, riferita a settembre dello stesso anno, identifica il loro numero in 236 000 soggetti. Uno studio epidemiologico del 2012 stimava che l'1,2% delle persone della fascia di età compresa tra i 20 e 50 anni avesse vissuto almeno un periodo di ritiro sociale e di isolamento di sei mesi. Nel 2016 il governo parlava di 541 000 soggetti coinvolti, con un'età compresa tra i 15 e i 39 anni; altri 613 000 appartenevano invece alla fascia di età tra i 40 e i 64 anni. Questi ultimi, che hanno raggiunto i 40 anni e hanno passato circa 20 anni in isolamento, sono generalmente indicati come la "prima generazione hikikomori" e vi è preoccupazione per il loro reinserimento in società quando, superata la soglia dei 60 anni e rimasti orfani, perderanno l'unica fonte di sostentamento a disposizione.
Solitamente gli hikikomori sono giovani maschi primogeniti di ceto sociale medio-alto, di età compresa tra 19 e 30 anni (con un forte incremento tra gli under 19 negli anni duemila) con la prima manifestazione del disagio nel 23% dei casi già al primo anno delle scuole medie inferiori. Solo il 10% dei soggetti interessati è di sesso femminile e di solito il periodo di reclusione è limitato; è possibile comunque che molti casi di hikikomori tra ragazze non siano riconosciuti come tali, in quanto i giapponesi percepiscono il ritiro in casa delle donne una consuetudine all'interno della propria società:
(Mizuho Ishida, volontaria presso un centro di recupero per hikikomori di Tokyo)
Uno studio condotto dal Ministero della salute, del lavoro e delle politiche sociali del Giappone nel 2003 in tutti i centri di salute mentale del Paese ha dimostrato che vi sono state oltre 14 000 consultazioni per hikikomori in un anno, non includendo il numero di consultazioni dei genitori.
Un elemento culturale strettamente collegato al fenomeno hikikomori è la categoria dei parasite single (パラサイトシングル?, parasaito shinguru), ovvero ragazzi che continuano a vivere coi genitori ben oltre la maggiore età, i quali sembrano possedere, in una certa percentuale di casi, stili comportamentali simili e sovrapponibili a quelli di uno hikikomori. È possibile che tra i numerosi parasite single giapponesi vi siano degli hikikomori non riconosciuti come tali.

### Nel resto del mondo
Lo hikikomori non è un fenomeno esclusivamente giapponese essendo diffuso, in percentuale minore rispetto al Giappone, anche nel mondo occidentale e nel resto dell'Asia. A Parigi, tra il 2011 e il 2012, sono stati individuati 30 casi di persone di età compresa tra i 16 e i 30 anni, tra i quali risultano particolarmente colpiti i soggetti che hanno scarsa vita sociale o coloro che non hanno completato o hanno avuto difficoltà a completare gli studi. Per questo motivo, a partire dagli anni dieci del XXI secolo, ricercatori francesi collaborano insieme a esperti giapponesi per individuare le cause del fenomeno e chiarire se esso sia prerogativa solamente del Giappone o se sia presente anche in società culturalmente differenti. In Francia il fenomeno non è riconosciuto dalle autorità, ma secondo gli esperti il numero di hikikomori francesi si aggirerebbe sulle decine di migliaia.

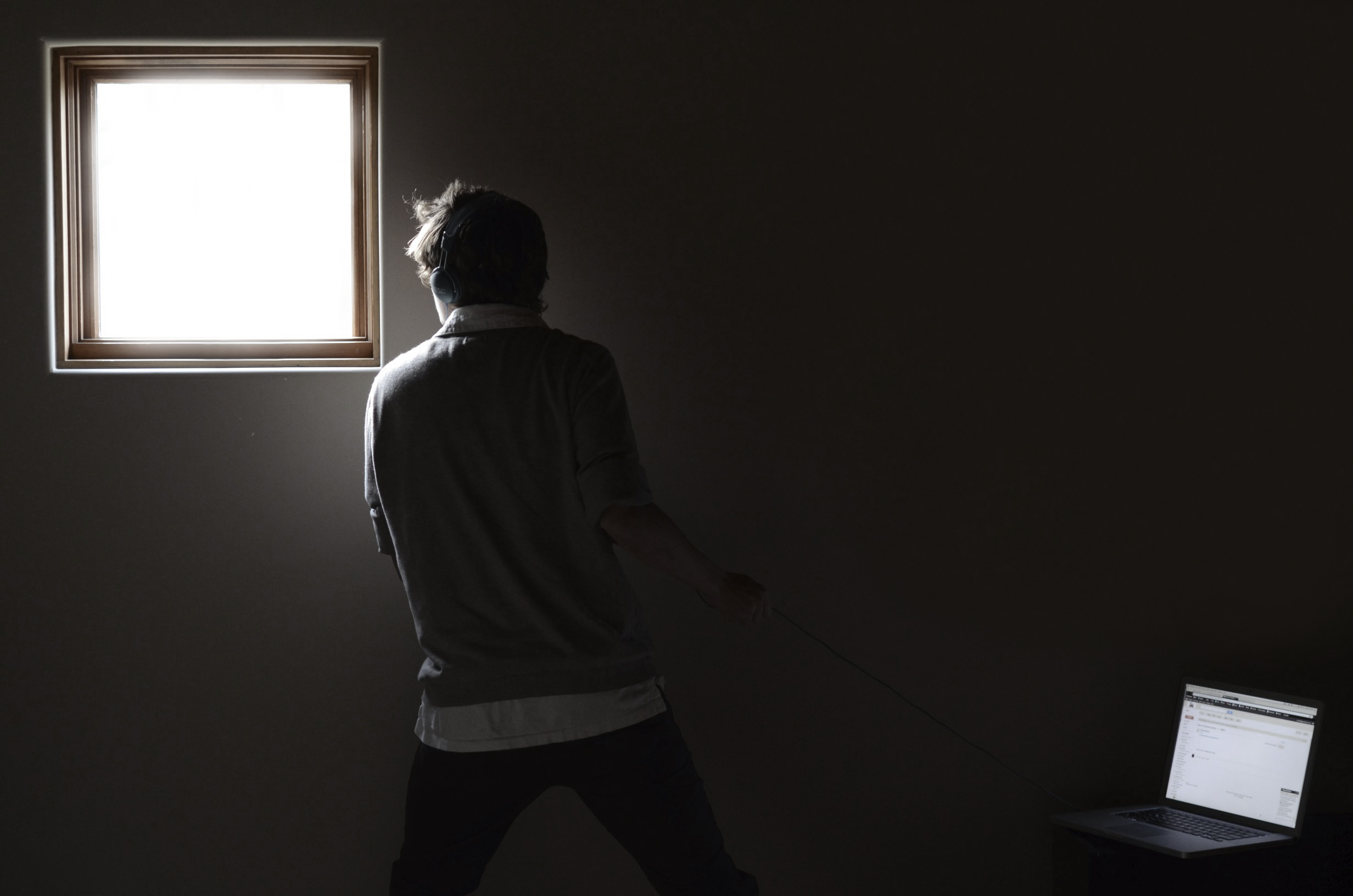
In alcuni Paesi come l'Italia, il fenomeno è spesso associato e confuso con il disturbo da dipendenza da Internet (IAD)

In Italia si stima che un individuo ogni 250 sia soggetto a comportamenti a rischio di reclusione sociale; altre stime parlano invece di un individuo su 200. Nel 2013, secondo la Società Italiana di Psichiatria, circa 3 milioni di italiani tra i 15 e i 40 anni soffrivano di questa condizione. Tuttavia il disturbo è spesso associato o confuso con la cultura nerd e geek, o più frequentemente con una semplice dipendenza da Internet (le cui stime parlano di 240 000 adolescenti italiani che trascorrono più di tre ore al giorno tra Internet e videogiochi), limitando il fenomeno a una conseguenza del progresso della società e non a una chiara scelta volontaria del soggetto. Una stima più attendibile, riferita al 2018, parla di 100 000 casi di hikikomori in Italia.
Casi di hikikomori sono stati individuati in Spagna, dove l'isolamento prolungato si presentava spesso come conseguenza di disturbi come psicosi e ansia patologica. In America Latina si tratta di un fenomeno nuovo, con più di 50 casi accertati in Argentina nel 2008, dove è stato individuato il caso di un uomo che per 20 anni si era rifiutato di abbandonare la propria abitazione, nella città di Viedma. In Asia il fenomeno è diffuso soprattutto in Bangladesh, India, Iran, Taiwan, Thailandia, Cina e Corea del Sud. Secondo uno studio del 2012 nella sola Hong Kong il numero di reclusi sociali ammonterebbe a circa 18 500, il triplo rispetto a una precedente stima riferita al 2005. Durante la stessa indagine sono stati presi in carico e studiati 192 soggetti, dei quali alcuni in isolamento totale da almeno sei anni.
In Corea i criteri diagnostici differiscono leggermente, essendo necessari tre mesi di isolamento sociale (invece dei canonici sei) per essere definiti hikikomori. Tali soggetti vengono definiti wittori (외톨이?, oetol-iLR, "solitari"), e, a differenza degli hikikomori, mantengono il dialogo con i propri genitori. Inoltre, semmai il disturbo dovesse insorgere, esso è di breve durata, in quanto, a differenza dei loro coetanei giapponesi, i coreani debbono prestare servizio militare obbligatorio all'età di 18 anni. Nel 2008 il numero di reclusi sociali sudcoreani si aggirava sulle 300 000 unità, ma da allora il governo non ha più fornito stime ufficiali sul loro numero.

## Possibili cause

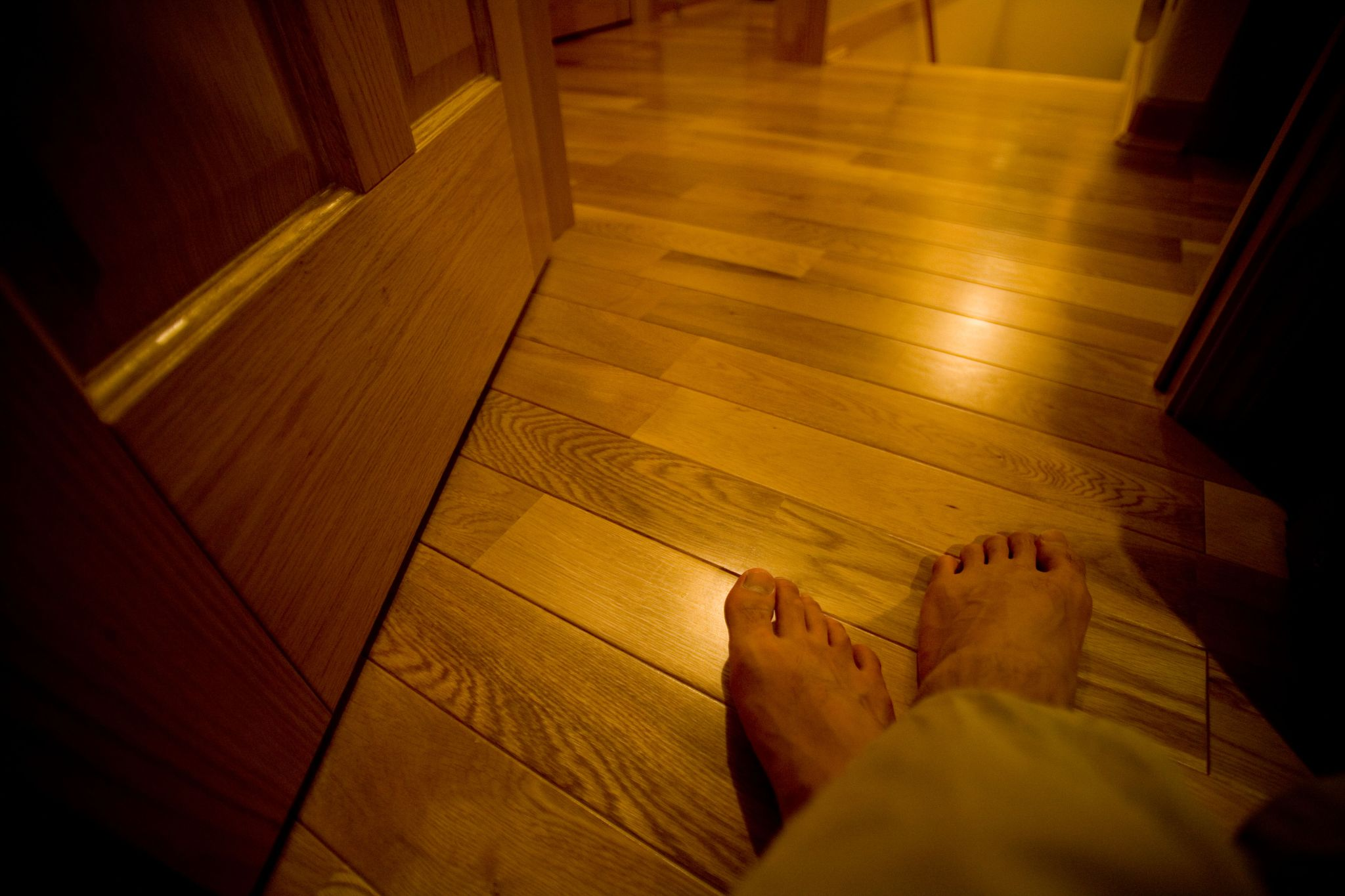
Molte caratteristiche dello hikikomori sono comparabili a quelli che colpiscono l'integrazione sociale, ma essi risultano alterati nella loro forma originale a causa della peculiarità delle pressioni sociali e culturali nel Paese nipponico

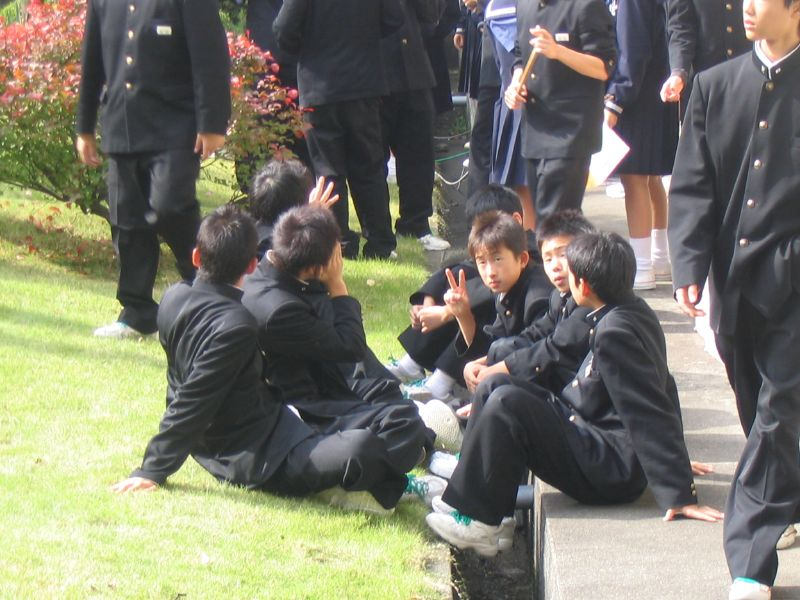
Uno dei motivi che spingono gli adolescenti giapponesi a isolarsi è la volontà di sfuggire al conformismo tipico della società giapponese

### Evoluzione di disturbi già presenti
Molte caratteristiche dello hikikomori sono comparabili al ritiro sociale esibito dagli individui nello spettro autistico (ASD). Ciò ha portato alcuni psichiatri a formulare l'ipotesi che gli hikikomori possano essere influenzati dai disturbi che colpiscono l'integrazione sociale, i quali però risultano alterati rispetto alla loro forma tipica occidentale per via delle pressioni sociali e culturali uniche del Giappone. Uno studio del 2007 ha evidenziato la correlazione tra lo stato di hikikomori e la presenza di disturbi mentali secondari, con cinque casi sui ventisette presi a carico con un alto disturbo pervasivo dello sviluppo e dodici casi che presentavano disturbi come depressione, disturbo ossessivo-compulsivo, della personalità o leggera disabilità intellettiva. I restanti dieci casi denotavano invece comportamenti riconducibili allo stato di hikikomori, senza però mostrare alcun disturbo mentale evidente.

### Competitività sociale
Lo hikikomori potrebbe essere una resistenza alla pressione all'autorealizzazione e al successo personale presente nei ragazzi giapponesi già nella scuola media, dove è essenziale che siano eccellenti negli studi e nella professione. A causa della natura fortemente omologante della cultura giapponese, se un ragazzo non segue un preciso percorso verso un'università d'élite o un'azienda di prestigio, molti genitori, e di conseguenza i loro figli, vivono questo come un grave fallimento. Il sistema educativo giapponese, influenzato dai valori tradizionali confuciani, riveste perciò un ruolo importante nella produttività del Paese e nelle possibilità di affermazione nel mondo del lavoro dei giovani nipponici.
Il percorso di vita degli adolescenti giapponesi deve essere preciso e lineare e non esistono altri modi per soddisfare le aspettative pre-imposte dalla società e, soprattutto, non soddisfarle significa fallire totalmente; una delle massime giapponesi è: «Il chiodo che sporge va preso a martellate». Uno dei motivi principali che spinge uno hikikomori a isolarsi, quindi, è dire no a quel conformismo che è uno dei cardini della cultura giapponese. I giovani hikikomori infatti spesso sono persone intelligenti e creative, quasi a voler dire che l'unico modo per affermare la propria identità sia nascondersi, fuggendo dalla realtà e dalle proprie responsabilità. Inoltre l'eccessiva pressione competitiva nel sistema scolastico per ambire ai migliori posti di lavoro, rimasta immutata all'interno di una società che, però, dopo la crisi degli anni novanta, ha perso la maggior parte della sua forza economica, viene ritenuto uno sforzo inutile da molti adolescenti giapponesi. Mentre i padri giapponesi della generazione post-crisi possono godere ancora di un impiego a vita presso aziende multinazionali, i giovani che entrano nella società dopo la scuola non possiedono tali garanzie nel mercato del lavoro. A causa di questo, molti giovani giapponesi incominciano a sospettare che il sistema posto in essere per i loro padri e nonni non funzioni più, e per alcuni, la mancanza di un obiettivo di vita chiaro li rende suscettibili al ritiro sociale come hikikomori.
Un'altra causa è da ricercare nei rapporti sociali tra gli stessi adolescenti, che nel periodo scolastico spesso si dimostrano un autentico incubo con molestie e forme più o meno gravi di bullismo (いじめ?, ijime), causando agorafobia, ansia, fobia sociale e scolare. La vittima di ijime è solitamente un individuo che ha trovato difficoltà nel conformarsi agli altri, ma potrebbe considerarsi egli stesso una persona inadeguata, decidendo così di isolarsi sia dalle attività scolastiche sia dalla società stessa, nella quale la cooperazione e l'adesione svolgono un ruolo primario. La reclusione appare, così, l'unico modo per manifestare il proprio dissenso o il proprio disagio rispetto alla società e alle sue norme.
Anche la timidezza dei soggetti svolge un ruolo chiave nell'insorgenza di hikikomori. Questo stato può portare a situazioni in cui il ragazzo colpito dal disturbo arrivi a provare vergogna o si senta ferito nell'orgoglio per situazioni che, in uno stato d'animo regolare, risulterebbero facilmente sopportabili. Nei peggiori dei casi, questa situazione può evolversi in una manifestazione di sintomi paranoici, i quali alla lunga possono accrescere le possibilità di isolamento sociale.

### La famiglia giapponese

Il contesto familiare, l'interdipendenza tra madre e figlio e l'assenza di una figura paterna sono tra le cause dell'insorgenza di hikikomori negli adolescenti giapponesi

La maggior parte dei genitori aspetta molto a lungo prima di chiedere aiuto, nella speranza che il figlio hikikomori superi la fase del disturbo da solo. Ciò è in parte dovuto al fatto che si crea una sorta di benestare in cui il figlio si vergogna di aver deluso i genitori, mentre questi ultimi si vergognano di avere un figlio rimasto indietro rispetto agli altri. Talvolta, i genitori si vergognano di cercare un rimedio per il disturbo del figlio, o semplicemente, di essere visti entrare in qualche clinica specializzata. La relativa capacità economica della classe media consente inoltre ai genitori di mantenere in casa un figlio adulto indefinitamente. Nelle famiglie a basso reddito non ci sono hikikomori poiché i giovani sono costretti a lavorare fuori di casa se non finiscono la scuola e per questa ragione l'isolamento, se mai ha inizio, termina precocemente.

#### Assenza del padre

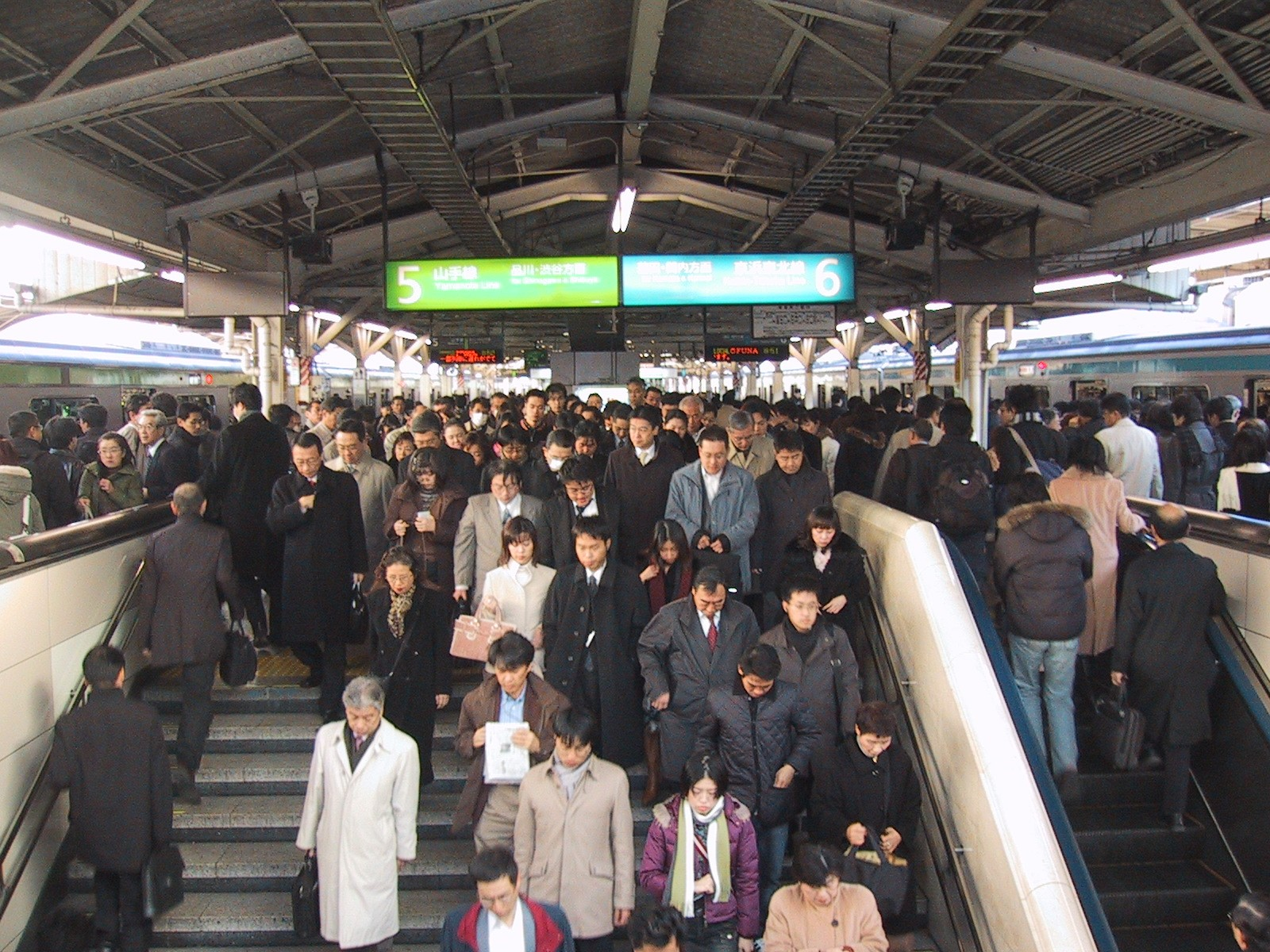
I padri giapponesi, spesso lontani dall'ambiente familiare per lavoro, sono soliti esercitare nei figli una violenza simbolica, termine coniato dal sociologo francese Pierre Bourdieu

L'assenza della figura maschile è un fatto comune all'interno della famiglia giapponese, dove il padre sceglie solitamente di non prendersi responsabilità riguardo alla crescita dei figli, il contrario di quello che avviene all'interno della famiglia occidentale contemporanea. Di solito il padre, impegnato tutto il giorno sul posto di lavoro, finisce per eliminare tutte le attività extra-lavorative, limitando anche le amicizie a quelle coltivate in ambito lavorativo. Contrapposta a tale assenza fisica vi è un'eccessiva presenza della figura patriarcale che il padre giapponese rappresenta: in qualità di "uomo di casa" egli esercita sul figlio una sorta di "violenza simbolica", evidenziando i suoi successi e la dedizione al lavoro, mostrandosi calmo e forte, limitando le emozioni e le parole, dalle quali il resto della famiglia dipende psicologicamente, tagliando tutti i rapporti intimi con quest'ultima, nella speranza che il figlio assimili tali valori. Può accadere tuttavia che i figli, proprio come i padri, si rintanino in luogo privo di emozioni, sviluppando i sintomi da ritiro sociale con la differenza sostanziale che quest'ultimo è per essi una forma di ribellione al sistema sociale e al modello paterno.

#### Dipendenza dalla madre
Alcuni esperti, tra cui Saitō, attribuiscono la causa del disagio oltre alla suddetta mancanza della figura paterna, anche al contesto familiare e sociale, fattori che contribuiscono allo sviluppo di un'interdipendenza e collusione fra madre e figlio. Condizione che poi muterebbe in un sentimento di estrema dipendenza (甘え?, amae), impedendo di fatto alla prole uno sviluppo psicologico autonomo. Il fenomeno infatti sembrerebbe verificarsi maggiormente tra gli adolescenti maschi con madri troppo ansiose e oppressive, in situazioni in cui il peso dell'educazione e del mantenimento dei figli ricade esclusivamente su queste ultime, le quali nel 95% dei casi ne assecondano l'isolamento. Il rischio che essi rimangano schiavi di tale simbiosi è accresciuto dal fatto che il padre raramente interviene come terzo elemento a separare la coppia madre-figlio.
Il comportamento tipico da parte di una madre di uno hikikomori, quindi, è quello di appoggiare e di non interferire con l'operato del figlio, senza disturbarlo e senza indagare sul motivo del suo malessere, nell'attesa che la situazione ritorni alla normalità. In questo modo l'isolamento, col passare del tempo, diventa totale, passando da momenti di dipendenza a momenti di forte aggressività, che possono sfociare in casi di violenza verso la madre. In Giappone non è inusuale che i bambini fino a dieci anni dormano ancora nel letto dei genitori. Così facendo, il bambino finisce per acquisire, durante la fase di crescita, la consapevolezza della bontà e della dedizione della madre nei suoi confronti, situazione che porta allo sviluppo di un senso di obbligo e di devozione, che influenzerà tutte le relazioni sociali fino all'età adulta. La madre giapponese contemporanea, inoltre, ha sviluppato un forte sentimento di iperprotettività verso il figlio, causato, oltre all'assenza del marito, dal desiderio di proteggere il primo dalle aspettative che la società e la stessa famiglia hanno riposto in esso.

### Personalità autentica e "di facciata"
La contrapposizione tra sentimenti autentici (本音?, hon'ne, ovvero i desideri profondi di una persona, i quali possono essere contrari al ruolo sociale o alle aspettative della società o della famiglia in base alla propria posizione e alle circostanze, spesso tenuti nascosti a tutti, tranne ai propri amici più intimi) e sentimenti di facciata (建前?, tatemae, le opinioni che una persona mostra in pubblico, ciò che la società si aspetta o che è richiesto in base alla propria posizione e alle circostanze) riveste un ruolo di importanza capitale nella cultura giapponese.
L'esistenza di questi due aspetti della vita giapponese comporta la presenza di un doppio registro psichico nei giapponesi, i quali anche se talvolta contrari alle regole della società, debbono rispettarle per salvaguardare l'armonia del gruppo. A causa di questa ricerca dell'armonia a tutti i costi spesso i sentimenti risultano essere soppressi; inoltre, le opinioni personali non sono mai apertamente espresse, le emozioni non vengono fatte trasparire e gli scontri pubblici sono rari. Per effetto di questa marcata dicotomia tra personalità pubblica e privata, alcuni hikikomori trovano grandi difficoltà a conformarsi alle regole della società giapponese, non riuscendo ad abbandonare il proprio hon'ne e facendo fatica a compiere il passaggio al tatemae. È possibile che questa riluttanza, classificata dagli psicoterapeuti come un disturbo di comunicazione, finisca per acuire l'isolamento sociale. Secondo lo psicoterapeuta Yuichiri Hattori, gli hikikomori, costretti come tutti i giapponesi ad adottare tali sentimenti di facciata fin da piccoli, non sono più in grado di liberarsene in favore della loro autentica personalità, con conseguenti problemi nel loro sviluppo emotivo. Secondo Hattori infatti essi temono la possibilità che mostrare i loro veri sentimenti possa pregiudicare i rapporti sociali con gli altri, forzandoli ad adottare una personalità di facciata in grado di uniformarsi al resto della società. Tuttavia, la maggior parte di essi non resiste a questa pressione, finendo per crollare emotivamente.

## Trattamento

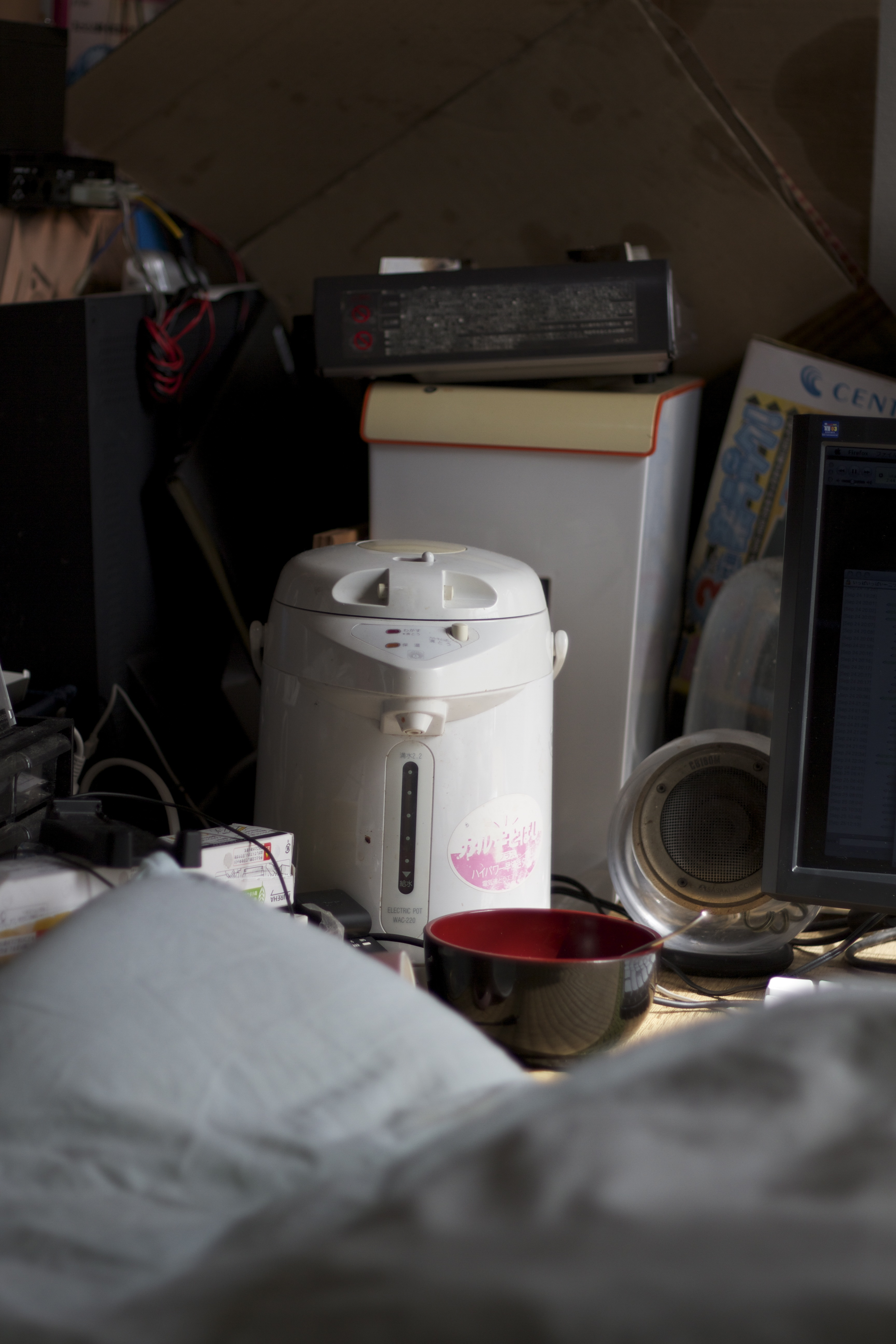
Secondo gli psicologi è importante che lo spazio in cui si rinchiude lo hikikomori, di solito la sua stanza (benché col tempo possa diventare sporca e disordinata), non vada violato con la forza. A questa è infatti preferibile un atteggiamento di gentilezza e pazienza.

Data la rilevanza sociale del fenomeno, in Giappone si è cercato di porre rimedio al problema degli hikikomori attraverso due principali tipi di approccio, ciascuno dei quali con il proprio stile e la propria filosofia di trattamento:
- l'approccio medico-psichiatrico che consiste nel trattare la condizione come un disturbo mentale o comportamentale con il ricovero ospedaliero, sedute di psicoterapia e assunzione di psicofarmaci;
- l'approccio basato sulla risocializzazione che guarda al fenomeno come a un problema di socializzazione piuttosto che come a una malattia mentale. Lo hikikomori viene quindi ospitato in una comunità alloggio in cui sono presenti altri hikikomori, con la possibilità di interagire lontano dalla casa di origine.

Nel secondo approccio rientrano specifiche organizzazioni no profit che si propongono di aiutare coloro che trovano difficoltà a comunicare e a integrarsi nella società, migliorando la loro capacità di interagire in modo da renderli indipendenti dalla famiglia, attraverso l'assegnazione di piccoli incarichi o lavori. In genere sono i genitori a contattare tali organizzazioni e a far partecipare il figlio alle attività del programma, pagando una quota. Queste associazioni si propongono come un'estensione della famiglia e in questo senso prevedono anche la figura della cosiddetta "sorella in prestito", che nei casi di particolare chiusura del giovane cerca di stabilire un contatto con lui e di convincerlo a uscire dalla sua stanza e a prendere parte al programma. Tuttavia questo metodo lascia perplessi parecchi esperti a causa della scarsa formazione specifica dei volontari. Tali tipi di centri di recupero, chiamati free space o free school, hanno la caratteristica di essere strutturati come una normale scuola, con programmi didattici identici. La differenza consiste nella mancanza di distinzione dei ruoli gerarchici: i ragazzi in cura non indossano divise, non vengono usati onorifici e nessuna informazione sul loro passato viene divulgata, contribuendo alla diffusione di un clima sereno all'interno del centro. Inoltre, per aiutare i ragazzi in recupero, è stata ipotizzata la possibilità di avvicinarsi a essi attraverso la costruzione di un rapporto di fiducia, ricostruendo le relazioni sociali tramite l'empatia e l'accettazione positiva incondizionata.
La durata del percorso riabilitativo può variare da persona a persona, ma uno studio del 2014 condotto su 270 individui che hanno questo comportamento  ha dimostrato che il lasso di tempo necessario perché uno hikikomori si riabitui al mondo esterno è in media di circa dodici anni. Un altro studio del 2003 evidenziava inoltre che dopo un breve periodo molti soggetti (circa il 23% su un campione di ottanta reclusi sociali) smettono di frequentare i centri di recupero per diversi anni. Non è detto comunque che gli ex hikikomori riescano a rientrare a pieno titolo nella società e nel mondo del lavoro, in quanto le aziende giapponesi sono molto restie ad assumere persone il cui curricolo presenti lunghi periodi di inattività lavorativa. Infine una terapia alternativa è quella della telepsichiatria, una branca della telemedicina. Diffusasi inizialmente in Paesi con bassa densità demografica, ove per il medico il problema maggiore è quello di raggiungere l'abitazione del paziente, questo tipo di cura si è sviluppato grazie al progresso tecnologico, avvalendosi di connessione Internet, di webcam e computer e permettendo al medico curante e al paziente di interagire a distanza. Questa terapia, quindi, si sposa alla perfezione con il fenomeno hikikomori, permettendo di raggiungere gli individui auto-isolatisi attraverso il loro unico sistema di mediazione con il mondo esterno. Tale sistema porrebbe le basi per la fine dell'auto-isolamento, consentendo al medico di erogare le prime cure del trattamento della condizione.

## Lohikikomorinella cultura di massa

### Anime e manga
La figura dello hikikomori è spesso utilizzata negli anime e nei manga, e per certi versi può essere vista come uno stereotipo dei cartoni animati giapponesi. Difatti, un numero sempre maggiore di opere vede affidare il ruolo di "eroe" a uno hikikomori, palesando una crescente accettazione e persino un miglioramento dell'immagine di questo modello psicosociale.
Una delle opere più significative in questo senso è il romanzo Welcome to the NHK di Tatsuhiko Takimoto, definitosi lui stesso uno hikikomori. La sigla NHK non indica l'emittente televisiva giapponese, bensì Nihon Hikikomori Kyōkai ("associazione giapponese hikikomori") e tutta l'opera, trasposta successivamente in anime e manga, è incentrata sulla lotta del protagonista Tatsuhiro Satō contro il suo destino di hikikomori. Satō soffre di fobia sociale, e il suo auto-isolamento è dovuto alla sua incapacità di rapportarsi in modo naturale con la società. Trovatosi improvvisamente in difficoltà economica a causa del mancato apporto dei genitori, egli sviluppa un legame di interdipendenza con Misaki, la ragazza che cerca di aiutarlo, simile a quello che si verifica tra madre e figlio. Ancora prima che nell'opera di Tokimoto il tema ricorre nell'anime Neon Genesis Evangelion di Hideaki Anno. Il personaggio di Shinji Ikari presenta un quadro comportamentale riconducibile a quello degli hikikomori, nella sua incapacità di relazionarsi con gli altri, il rifiuto verso il mondo esterno, l'atteggiamento compulsivo e l'assenza di una figura parentale positiva di riferimento. Perfetta trasposizione dell'incertezza sociale del Giappone di metà anni novanta, il personaggio di Shinji incarna lo spirito di una società giovane che soffre a causa dei cambiamenti sociali e i cui membri non sono in grado di affrontare il duro sistema educativo, la crescente instabilità del lavoro e la grande pressione sociale.
Altri esempi di rilievo sono Ano Hana, in cui il protagonista Jinta Yadomi diviene hikikomori a causa di un trauma subito in età infantile, Kami-sama no memo-chō, dove la protagonista Alice vive chiusa nel suo appartamento utilizzando Internet per rimanere in contatto con il mondo esterno, e La mia Maetel, in cui il protagonista Shintarō Koizumi, auto-recluso da quindici anni, si innamora della propria matrigna. Secondo lo scrittore Michael Zielenziger, anche l'opera di Hayao Miyazaki La città incantata fa riferimento, in alcune scene cruciali, al fenomeno hikikomori, sebbene non in maniera esplicita. Altri personaggi hikikomori, o che presentano caratteristiche simili, apparsi in opere anime o manga di rilievo sono: Akira Renbokōji (Kakumeiki Valvrave), Erio Tōwa (Denpa onna to seishun otoko), Frau Kōjiro (Robotics;Notes), Gasper Vladi (High School DxD New), Haruto (AKB49: Ren'ai kinshi jōrei), Himawari Shinomiya (Vividred Operation), Iyo Morinonaka (Nekura musume to Internet), Izumi Sagiri (Eromanga-sensei), Izumi Takanashi (Working!!), Jun Sakurada (Rozen Maiden), Kazuma Ikezawa (Summer Wars), Kazuma Satō (Konosuba! - This Wonderful World), Kiri Komori (Sayonara Zetsubō-sensei), Kōtarō Araki (Otaku Teacher), Matsu (Sekirei), Nancy Naga (Those Who Hunt Elves), Ryūnosuke Akasaka (Sakura-sō no pet na kanojo), Sada (Oh, mia dea!), Saiko Yonebayashi (Tokyo Ghoul:re), Sakura Hanazono (Flower of Life), Sasami Tsukuyomi (Sasami-san@Ganbaranai), Shizuka Uchiyamada (Dageki joi Saori), Soon-Mi (Carnivorous Princess Yegrinna), Sora e Shiro (No Game No Life), Sunako Nakahara (Perfect Girl Evolution), Takumi Nishijō (Chaos;Head), Yutaka Itazu (Higashi no Eden), Yukiteru Amano (Mirai nikki - Future Diary), Yūto Honda (Genkaku Picasso), Subaru Natsuki (Re:Zero - Starting Life in Another World), Naofumi Iwatani (The Rising of the Shield Hero) e Kaede Azusagawa (Seishun buta yarō).

### Letteratura
- Dublinesque di Enrique Vila-Matas; il protagonista Samuel Riba intravede in sé stesso tendenze da hikikomori[110]
- Hikikomori di Kevin Kuhn
- Hikikomori, testo teatrale di Holger Schober[111]
- Hikikomori and the Rental sister di Jeff Backhaus
- Il signor Cravatta (Ich nannte ihn Krawatte) di Milena Michiko Flašar, romanzo tedesco sull'incontro casuale di un disoccupato con uno hikikomori[112]
- Player One di Ernest Cline, due dei personaggi secondari sono hikikomori[113]
- Welcome to the NHK di Tatsuhiko Takimoto
- Due fiocchi di neve uguali di Laura Calosso
- Uno dei personaggi del romanzo Per le strade di Tokyo di Nick Bradley è un hikikomori
- Le cose che abbiamo perso nel fuoco di Mariana Enríquez: il protagonista del racconto Verde rosso arancione è un hikikomori
- Il romanzo Hikikomori, di Fabrizio Silei e Ariela Rizzi ha per protagonista un ragazzo italiano che sceglie di diventare hikikomori.

### Cinema
- Tokyo! (2008): il terzo e ultimo episodio del film, Shaking Tokyo, è incentrato su uno hikikomori
- Tobira no mukō (2008), film giapponese la cui trama è incentrata su Hiroshi, un adolescente che decide di abbandonare la scuola e di rinchiudersi nella sua stanza per due anni, diventando uno hikikomori
- Castaway on the Moon (2009), film coreano, ha come protagonisti una ragazza hikikomori e un aspirante suicida che si ritrova a vivere da naufrago su una microisola del fiume Han, al centro di Seul
- Confessions (2010), film giapponese diretto da Tetsuya Nakashima: uno dei protagonisti, lo studente di scuola media Naoki Shimomura, decide di non uscire più di casa diventando uno hikikomori
- Oniichan no hanabi (2010), basato su una storia vera, narra le vicende della giovane Hana e del fratello Tarō, che ha scelto una vita da recluso sociale
- Happy Birthday (2019), cortometraggio presentato alla mostra del cinema di Venezia, è incentrato su una ragazza hikikomori.

### Videogiochi
- Yume nikki: la protagonista, Madotsuki, è un tipico esempio di hikikomori
- Vampire Holmes: il detective privato Holmes si autodefinisce uno hikikomori
- Persona 5: Futaba Sakura, uno dei personaggi principali, vive lo stile di vita da hikikomori
- Omori: il protagonista è un hikikomori, il gioco stesso tratta tematiche riguardante l'hikikomori, esplorando nel profondo le emozioni provate da quest'ultimo e le cause del suo stile di vita.

### Testi utilizzati come fonte
- Roger J. Davies e Osamu Ikeno, La mente giapponese, Meltemi Editore, 2007, ISBN 88-8353-584-7.
- Takeo Doi, Anatomia della dipendenza, Raffaello Cortina Editore, 2001, ISBN 88-7078-686-2.
- (EN) Alan Fogel, Barbara J. King e Stuart G. Shanker, Current problems of Japanese Youth, in Human Development in the Twenty-First Century: Visionary Ideas from Systems Scientists, Cambridge University Press, 2007, ISBN 1-139-46883-9.
- Edoardo Giusti e Maria Frandina, Terapia della vergogna. I turbamenti dell'arrossire e dell'imbarazzo, Roma, Sovera Edizioni, 2010, ISBN 88-8124-858-1.
- (EN) Gordon Mathews e Bruce White, Japan's Changing Generations: Are Young People Creating a New Society?, Routledge, 2004, ISBN 0-203-31662-2.
- (EN) Noriko Ohashi, Exploring the Psychic Roots of Hikikomori in Japan, ProQuest, 2008, ISBN 1-109-19059-X.
- (EN) Kaori Okano e Motonori Tsuchiya, Education in Contemporary Japan: Inequality and Diversity, Cambridge University Press, 1999, ISBN 0-521-62686-2.
- Carla Ricci, Hikikomori: adolescenti in volontaria reclusione, Milano, FrancoAngeli, 2008, ISBN 88-464-9999-9.
- Carla Ricci, La solitudine liberata. Alla ricerca del sé... passando dal Giappone, Armando Editore, 2012, ISBN 88-6677-030-2.
- (EN) Thomas P. Rohlen, Learning: The Mobilization of Knowledge in the Japanese Political Economy, in Yasusuke Murakami, Henry Rosovsky e Shumpei Kumon (a cura di), Cultural and social dynamics, The Political Economy of Japan, vol. 3, Stanford University Press, 1992, ISBN 0-8047-1992-6.
- (EN) Thomas P. Rohlen, Building character, in Thomas P. Rohlen e Gerald K. LeTendre (a cura di), Teaching and Learning in Japan, Cambridge University Press, 1998, ISBN 0-521-49587-3.
- (EN) Tamaki Saitō, Hikikomori: Adolescence Without End, University of Minnesota Press, 2013, ISBN 0-8166-5458-1.
- (EN) Michael Zielenziger, Shutting Out the Sun: How Japan Created Its Own Lost Generation, Knopf Doubleday, 2009, ISBN 978-03-07490-90-2. Trad. it.  Michael Zielenziger, Non voglio più vivere alla luce del sole. Il disgusto per il mondo esterno di una nuova generazione perduta, Elliot Edizioni, 2008, ISBN 978-88-6192-022-4.

### Letture di approfondimento
- (FR) Christophe André e Patrick Légeronn, La peur des autres: trac, timidité et phobie sociale, Odile Jacob, 2000, ISBN 2-7381-0872-5.
- (EN) Stella Suk-Ching Chong e Kor-man Chan, A case study of a chinese 'hikikomorian' in Canada: Theorizing the process of hikikomorization (abstract), in Journal of Special Education and Rehabilitation, vol. 13, n. 3-4, 2012,  pp. 99-114, ISSN 1409-6099 (WC · ACNP). URL consultato il 26 settembre 2013 (archiviato dall'url originale il 7 marzo 2017).
- (EN) Chihiro Fujita, "Hitomishiri" as a japanese concept of stranger anxiety and anthropophobia (abstract), in Psychiatry and Clinical Neurosciences, vol. 25, n. 1, 1971,  pp. 1-8, DOI:10.1111/j.1440-1819.1971.tb01483.x. URL consultato il 26 settembre 2013.
- (DE) Lisette Gebhardt, Nach Einbruch der Dunkelheit. Zeitgenössische japanische Literatur im Zeichen des Prekären, Berlino, EB Verlag, 2010, ISBN 978-3-86893-031-3.
- Giustina Iadecola, Hikikomori syndrome e disagio scolastico, Edizioni Il Campano, 2012, ISBN 978-88-6528-152-9.
- (FR) Muriel Jolivet, Homo Japonicus, Piquier, 2000, ISBN 2-87730-461-2.
- (FR) Muriel Jolivet, Tokyo Memories, Losanna, Antipodes, 2007, ISBN 2-940146-92-6.
- (FR) Jean-Claude Jugon, Phobies sociales au Japon: timidité et angoisse de l'autre, ESF, 1998, ISBN 2-7101-1298-1.
- Carla Ricci, Hikikomori. Narrazioni da una porta chiusa, Aracne Editrice, 2009, ISBN 88-548-2902-1.
- Carla Ricci, La volontaria reclusione. Italia e Giappone: un legame inquietante, Aracne Editrice, 2014, ISBN 978-88-548-6926-4.
- (FR) Hélène E. Stork, Introduction à la psychologie anthropologique: petite enfance, santé et cultures, Armand Colin, 1999, ISBN 2-200-25096-7.

### Termini giapponesi correlati
- Amae
- Denpa
- Freeter
- Fushūgaku
- Hon'ne e tatemae
- Kodokushi
- Otaku
- Parasite single

### Disturbi correlati
- Agorafobia
- Distimia
- Disturbo depressivo
- Disturbo evitante di personalità
- Disturbo post traumatico da stress
- Disturbo schizoide di personalità
- Fobia sociale
- Dipendenza da Internet
- Misantropia
- Sindrome da deficit di attenzione e iperattività
- Sindrome di Asperger

### Argomenti generali correlati
- Cultura della vergogna
- Cultura giapponese
- Dipendenza dal lavoro
- Eremita
- Esclusione sociale
- Fobia scolare
- Istruzione in Giappone
- Narcisismo, Disturbo narcisistico di personalità
- NEET
- Ostracismo (sociologia)
- Reclusione (religione)
- Solitudine